# Aloha Tower
La Aloha Tower est un ancien phare, considéré comme l'un des lieux emblématiques d'Hawaï aux États-Unis. La tour fut un phare qui accueillait les navires dans la ville et le comté d'Honolulu sur l'île d'Oahu. Tout comme la statue de la Liberté  accueillait chaque année des centaines de milliers d'immigrants à New York, la tour Aloha accueillait des centaines de milliers d'immigrants à Honolulu.

## Description
Ouverte le 11 septembre 1926 pour un coût alors astronomique de 160 000 dollars, la Aloha Tower se trouve sur le quai no 9 du port d'Honolulu (en). Construite dans le style gothique hawaïen (en) sous la direction de l'architecte Arthur L. Reynolds, elle est haute de 10 étages pour 56 m (12 de plus avec le mat du drapeau) ; elle a été pendant quatre décennies la plus haute structure d'Hawaï.

## Attaque de Pearl Harbor
Lors de l'attaque de Pearl Harbor, le 7 décembre 1941, les garde-côtes de l'USCGC Taney ont reçu l'ordre de prendre des positions défensives autour de la tour Aloha et de la protéger contre l'occupation. La tour Aloha a été peinte en camouflage pour disparaître la nuit.
|                              |
| Cartographie de l'île d'Oahu |

|                     |
| Aloha Tower la nuit |

### Lien connexe
- Liste des phares à Hawaï